# Béchonnet
La Béchonnet ou musette Béchonnet est un instrument de musique à vent apparenté à une cornemuse à soufflet du nord de l’Auvergne et qui possède trois bourdons. Il porte le nom de son inventeur, qui fut un luthier à Effiat dans le Puy-de-Dôme.
Cette cornemuse a été la plus employée dans le Puy-de-Dôme entre 1870 et 1930.

## Joseph Béchonnet
Joseph Béchonnet, né à Effiat en 1821 et mort en 1900, sabotier de formation, se fit connaître comme facteur de cornemuses.
Les productions de Joseph Béchonnet se distinguent autant par la qualité de leur décoration que par leurs innovations techniques.